# 慕容仁
慕容 仁（ぼよう じん、? - 336年）は、五胡十六国時代前燕の人物。字は元愷、小字は千年。父は慕容廆。母は段氏。初代君主慕容皝の同母弟に当たる。慕容廆の死後、後を継いだ慕容皝と対立するようになると平郭で自立し、遼東一帯の覇権を争った。

## 生涯

### 慕容廆の時代
慕容部の大人慕容廆と段氏（段部単于の娘）との間に生まれた。
大興2年（319年）12月、父の慕容廆が遼東の覇権を争っていた西晋の平州刺史崔毖を撃破し、その勢力を散亡させた。慕容仁は父より征虜将軍に任じられ、遼東の鎮守を命じられた。慕容仁は官府や村落には手出しをせず、民衆の生活をこれまで通り保証した。
当時、高句麗の美川王は度々兵を派遣しては遼東を襲撃していた。慕容廆の命により、慕容仁は慕容翰と共にこれを迎え撃ったが、美川王が和睦を請うと攻撃を中止して軍を退却させた。
大興3年（320年）12月、高句麗が遼東へ再び侵攻したが、慕容仁はこれを返り討ちにして大破した。これ以後、高句麗は慕容仁の領土を侵さなくなった。
大興4年（321年）、慕容廆が遼東公に封じられると、慕容仁は平郭の鎮守を命じられた。
太寧3年（325年）1月、宇文部の大人宇文乞得亀が慕容部に襲来すると、慕容廆は慕容皝を迎撃軍の総大将に命じると共に、慕容仁を平郭から呼び寄せて柏林に赴かせると、軍の左翼に配置した。宇文乞得亀は兄の宇文悉跋堆に慕容仁軍を攻撃させたが、慕容仁はこれを迎撃して打ち破り、乱戦の最中に宇文悉跋堆を斬り殺し、その兵を尽く捕虜とした。さらに勝ちに乗じると、慕容皝と合流して宇文乞得亀の本隊に攻撃を仕掛けて大勝した。これにより宇文部軍は崩壊して宇文乞得亀は軍を捨てて逃亡を図ったので、慕容仁は慕容皝と共に宇文部の都城へ侵入した。同時に、軽騎兵を派遣して宇文乞得亀を追撃させ、三百里余り追い立てた所で引き返した。この戦勝により重宝を尽く獲得し、畜産は百万を数えた。また、帰順した人民は数万にも上った。

### 平郭で自立
咸和8年（333年）5月、慕容廆が没すると、同母兄である慕容皝が後を継いだ。かねてより慕容仁は庶長兄の慕容翰や同母弟の慕容昭と共に父から寵愛を受けており、慕容皝はこの事を常々妬ましく思っていた。その為、兄弟の関係は決して良好なものではなく、慕容皝が後を継いだ事によってその問題が表面化する事となった。
同年10月、慕容翰は慕容皝から禍を受ける事を恐れ、段部へ亡命してしまった。
同月、慕容仁は自ら統治している平郭を出発し、父の葬儀に参列すべく本拠地の棘城へやって来た。この時、密かに慕容昭の下へ赴くと「我らはかねてより嗣君（慕容皝）に対して驕慢に振る舞い、多くの無礼をなしてしまった。嗣君は剛毅で厳重な性格であり、罪が無くとも人は恐れているというのに、罪がある我はどうすべきであろうか！」と尋ねた。これに慕容昭は「我らはみな正嫡（慕容廆の正室の子）であり、国土を分けてもらう権利があります。兄上（慕容仁）はかねてより士卒より慕われており、我は内（棘城）におりながら疑念を抱かれておりませんので、その隙をうかがって彼を亡き者にするのは難しい事ではありません。兄上が外で挙兵し、我が内部よりこれに応じるのです。成功した暁には我に遼東を頂ければ幸いです。一介の男子が一たび事業を起こしたならば、失敗すれば死あるのみです。間違っても建威（慕容翰）のように、異国の地でひっそりと人生を送るような真似は出来ません」と答え、両者で結託して反乱を起こす事を勧めた。慕容仁はこれを聞くと「よし！」と述べて深く同意した。そして、その計画を内に秘めたまま、葬儀を終えると平郭に帰還した。
11月、慕容仁は計画を実行に移すと、慕容皝に気取られないように密かに西へ向けて進軍を開始した。だが、棘城内にいるとある人物が慕容仁と慕容昭の謀略を漏れ聞いており、この事を慕容皝へ密告してしまった。慕容皝は当初これを信用しなかったが、念のため慕容仁の下へ使者を派遣してその動向を確認させた。この時、慕容仁は既に黄水まで軍を進めていたが、使者が到来した事で計画が慕容皝に露呈した事を知り、計画を中止してその使者を殺害すると平郭に帰還した。慕容皝はこれを受け、すぐさま慕容昭に自害を命じると共に、慕容仁討伐の兵を挙げた。玄菟郡太守高詡に5千の兵を与え、庶弟の建武将軍慕容幼・慕容稚・広威将軍慕容軍・寧遠将軍慕容汗・司馬冬寿らと共に平郭へ侵攻させた。慕容仁は汶城の北において討伐軍を迎え撃つと、これに大勝して慕容幼・慕容稚・慕容軍らを尽く捕えた。冬寿はかつて慕容仁の司馬として仕えていたことがあったので、彼もまた降伏して慕容仁に帰順した。
また、遼東の地ではかつて大司農であった孫機や襄平県令王永らが遼東城ごと慕容仁に呼応すると、東夷校尉封抽・護軍乙逸・遼東相韓矯らは城を放棄して逃走した。これにより慕容仁は遼東の殆どを領有するようになり、段部の大人段遼を始めとした鮮卑の諸部族はみな慕容仁に味方した。
咸和9年（334年）2月、慕容仁は司馬翟楷を領東夷校尉に任じ、かつての平州別駕龐鑒を領遼東相に任じ、遼東の統治を委ねた。
4月、慕容仁は車騎将軍・平州刺史・遼東公を自称し、自らこそが慕容廆の跡継ぎである事を主張した。
8月、東晋朝廷は慕容皝に鎮軍大将軍・平州刺史・大単于・遼東公・持節を与える事を決め、謁者徐孟や侍御史王斉らを使者として派遣した。だが、徐孟らは馬石津を船で下っている所を慕容仁により捕縛され、慕容仁は1年余りに渡ってこれを抑留した。
11月、慕容皝自ら遼東討伐の兵を挙げ、襄平まで進撃すると、遼東城の守将の一人である王岌は城を明け渡す事を条件に降伏を請うた。こうして慕容皝軍がさしたる抵抗を受けずに入城を果たし、翟楷・龐鑒は単騎で逃走し、居就・新昌などの諸々の県は全て降伏した。慕容仁は平郭の守りを固めた。
12月、兵を派遣して慕容皝の領土である新昌を攻撃したが、督護王寓により返り討ちにあった。
咸康元年（335年）10月、慕容仁は王斉ら東晋の使者を建康へ帰らせようとしたが、彼らは元々の使命である慕容皝への詔命を告げるという目的を果たす為、慕容仁の下から離れると海路より棘城へ向かってしまった。

### 最期
12月、段部と宇文部が使者を派遣し、慕容仁の下を訪問した。会見の後、両使者は平郭の城外に宿泊したが、慕容皝の帳下督である張英は百騎余りを率いて間道より侵入してその宿を奇襲した。これにより宇文部の使者10人余りが殺され、段部の使者は捕らえられた。その後、張英は撤退した。
咸康2年（336年）1月、慕容皝は弟の軍師将軍慕容評らを率いて昌黎より氷上を渡って東へ進撃し、およそ三百里余りで歴林口まで到達した。ここで輜重を捨てると、軽兵のみで平郭を奇襲した。慕容皝が平郭城から七里の所まで到来すると、慕容仁の斥候がこれを報告し、慕容仁は驚いてこれを慌てて迎え撃った。だが、まさか慕容皝が自ら到来したとは思っておらず、また張英のような一軍が掠奪しようとしているのだと考えた。慕容仁はかつて張英が二国の使者を攻撃した際、これを捕えられなかったことを悔やんでいたので、側近へ向けて「此度は馬一匹すら無事には帰さぬぞ！」と言い放ち、城の西北に全軍を布陣させた。だが、広威将軍慕容軍が配下を率いて慕容皝に寝返ったので、慕容仁軍は大いに動揺してしまい、慕容皝はこの機を逃さず攻撃してこれを大破した。慕容仁は敗走を図ったが、配下の兵がみな反旗を翻し、遂に生け捕られた。慕容皝はまず慕容仁を裏切って捕らえた者を処刑すると、その後に慕容仁に自害を命じた。慕容仁の信任を受けていた丁衡や游毅・孫機らもみな処刑され、王冰は自殺し、慕容幼・慕容稚・冬寿・郭充・翟楷・龐鑒はみな東へ逃走した。冬寿・郭充は高句麗へ亡命したが、翟楷・龐鑒は追いつかれて殺害された。その他の官吏や民については、やむなく慕容仁に従っていたとして罪には問わなかった。こうして、慕容皝と慕容仁の抗争は終わりを告げた。

## 人物
勇猛さと知略を兼ね備えており、父の慕容廆から寵愛を受けていた。戦場に出ては幾度も功績を上げ、士卒からも深く信頼を得られていた。慕容廆の時代、庶兄の慕容翰は胡人・漢人問わず良く慰撫しており、威厳と慈愛を兼ね備えていると称えられていたが、慕容仁もまたこれに次ぐ評判を得ていたという。